# Dasylirion texanum
Dasylirion texanum är en sparrisväxtart som beskrevs av Scheele. Dasylirion texanum ingår i släktet Dasylirion, och familjen sparrisväxter. Inga underarter finns listade i Catalogue of Life.

## Bildgalleri

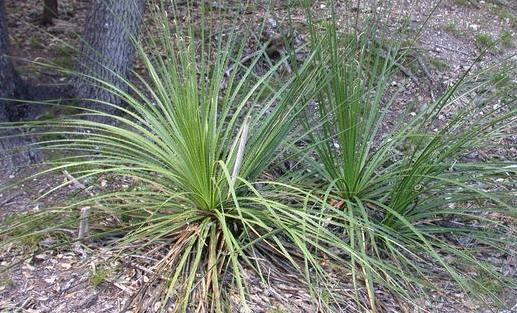
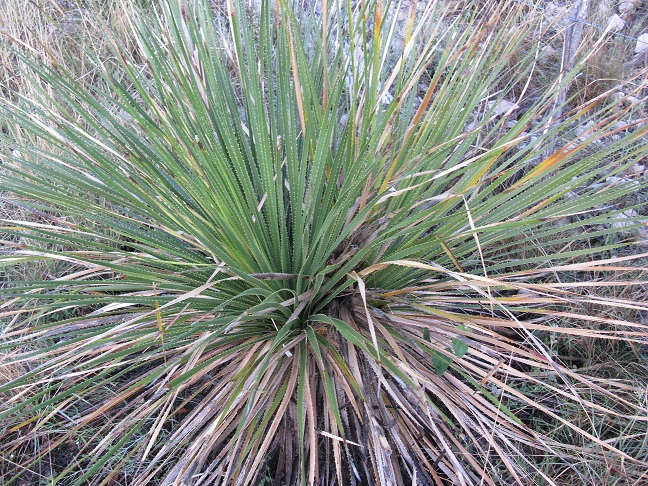
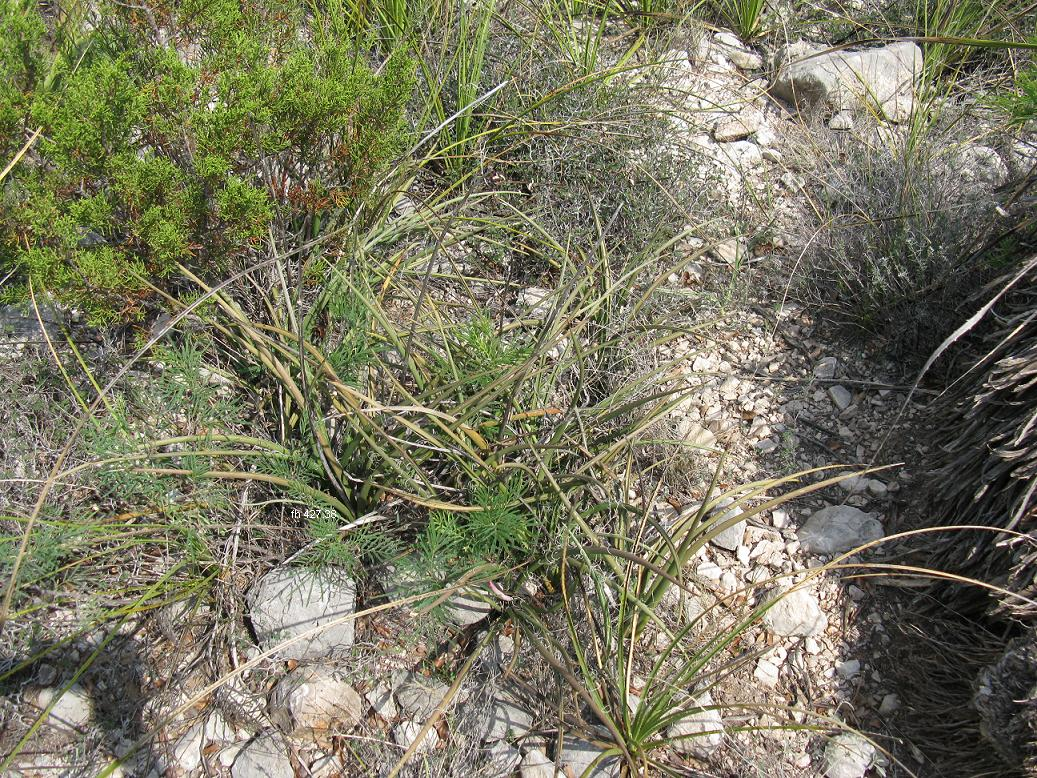